# Нейшенал (Меріленд)
Нейшенал (англ. National) — переписна місцевість (CDP) в США, в окрузі Аллегені штату Меріленд. Населення — 52 особи (2020).

## Географія
Нейшенал розташований за координатами 39°36′43″ пн. ш. 78°56′26″ зх. д. / 39.61194° пн. ш. 78.94056° зх. д. (39.611806, -78.940496).  За даними Бюро перепису населення США в 2010 році переписна місцевість мала площу 0,41 км², з яких 0,41 км² — суходіл та 0,00 км² — водойми.

## Демографія
Згідно з переписом 2010 року, у переписній місцевості мешкало 56 осіб у 26 домогосподарствах у складі 15 родин. Густота населення становила 136 осіб/км².  Було 28 помешкань (68/км²).
Расовий склад населення:
| - 98,2 % — білих |

До двох чи більше рас належало 1,8 %. Частка іспаномовних становила 0,0 % від усіх жителів.
За віковим діапазоном населення розподілялося таким чином: 16,1 % — особи молодші 18 років, 67,8 % — особи у віці 18—64 років, 16,1 % — особи у віці 65 років та старші. Медіана віку мешканця становила 45,0 року. На 100 осіб жіночої статі у переписній місцевості припадало 93,1 чоловіків;  на 100 жінок у віці від 18 років та старших — 104,3 чоловіків також старших 18 років.
Цивільне працевлаштоване населення становило 35 осіб. Основні галузі зайнятості: освіта, охорона здоров'я та соціальна допомога — 62,9 %, публічна адміністрація — 37,1 %.